# EzHTML
ezHTML – darmowy edytor HTML, stworzony i rozwijany przez Pawła Przewłockiego.
Rozwijany od 1997, na licencji freeware. Szybko zyskał popularność wśród internautów i wiele dobrych recenzji w prasie komputerowej. Zdobywca wyróżnienia CHIP-Tip ECONO w teście edytorów HTML przeprowadzonym przez miesięcznik CHIP w 2002. 
Ze względu na ówczesne ograniczenia techniczne, doszło do utraty kodu źródłowego. W efekcie 1 października 2003 program przestał być rozwijany. Próby stworzenia nowego programu ezXHTML również się nie powiodły. 25 października 2005 projekt oficjalnie został zakończony, choć ezHTML jest nadal dostępny do ściągnięcia w wersji binarnej.